# Kylstad
Kylstad är en tätort i Ringsakers kommun i Innlandet fylke i sydöstra Norge. Orten ligger där fylkesväg 227 möter fylkesväg 1726 och fylkesväg 1732, öster om staden Brumunddal.
Tidigare har orten tillhört dåvarande Furnes kommun.